# パンチャタントラ

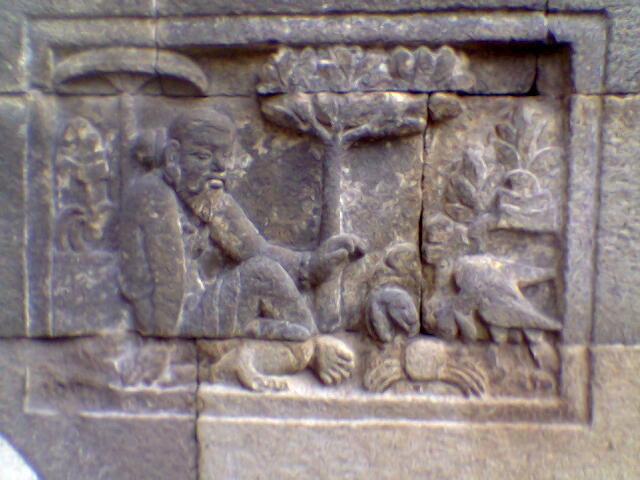
パンチャタントラのレリーフ（インドネシア）

パンチャタントラ (サンスクリット語: पञ्चतन्त्र、pañcatantra) は、西暦200年ごろにヴィシュヌ・シャルマーによって作られたインドの説話集。
サンスクリット語で記された。王族の子に対して動物などを用いて政治、処世、倫理を教示する目的で作られた。児童向け書籍としては世界最古のものである。
5巻から成り、84の説話が収められている。

## 内容
- 1巻：友人を失う（34話）
- 2巻：友人ができる（10話）
- 3巻：カラスとフクロウ（18話）
- 4巻：得たものを失う（12話）
- 5巻：浅はかな行い（10話）